# Chloritisation
La chloritisation est un processus d'altération des roches magmatiques, caractérisé par une hydratation avec libération de potassium et formation de minéraux du groupe des chlorites (des aluminosilicates hydratés de formule générale (Fe,Mg,Al)6(Si,Al)4O10(OH)8). Il se forme également des oxydes de fer (hématite ou magnétite), de la silice, des carbonates, de l'épidote, des micas hydratés (vermiculite) et des argiles néoformées (kaolinite, halloysite).